# Monsieur mon chauffeur
Monsieur mon chauffeur (en néerlandais Mijnheer mijn chauffeur) est le titre d'un film belge tourné et écrit par Gaston Schoukens, sorti au cinéma en 1926.

## Distribution
- Esther Deltenre : tante Esther
- Georges Gersan
- Georges Hamlin
- Andrée Meunier